# Носсіда
Носсіда (Nossis, кін. IV ст. до н. е. — поч. III ст. до н. е.) — давньогрецька лірична поетеса.

## Життя та творчість
Народилася у м. Локри у Великій Греції (південна Італія). Походила із заможної родини. Втім щодо особистого життя відомо замало. У своїй творчості наслідувала відомій поетесі Сапфо. З її доробку відомо про 12 епіграм, пов'язаних із культом Афродіти. Мешкала ймовірно після 285 року до н. е., тому що одна з епіграм є епітафією Рінтона Сіракузького. Творчість Носсіди високо цінували наступні поети Мелеагр Гадарський та Антипатр Фессалонікський. Вважається однією зі значних поетес дорійського походження Великої Греції.